# 北康利
北 康利（きた やすとし、1960年〈昭和35年〉12月24日 - ）は、日本の作家。100年経営の会顧問。日本将棋連盟アドバイザー。西郷隆盛、福澤諭吉、吉田茂など、偉人の評伝を多く執筆している。

## 来歴
愛知県名古屋市出身。大阪市立東我孫子中学校、大阪府立天王寺高等学校を経て、東京大学法学部卒業後、富士銀行に入行。富士証券投資戦略部長、みずほ証券財務開発部長、業務企画部長等を経て、2008年（平成20年）6月にみずほ証券を退職。退職後は本格的な文筆業に入る。2005年（平成17年）、『白洲次郎　占領を背負った男』で山本七平賞を受賞。

## 著書

### 単著
- 『ABS投資入門』シグマベイスキャピタル〈金融職人技シリーズ no.17〉、1999年4月。ISBN 4-916106-24-5。
- 『北摂三田の歴史』六甲タイムス社、2000年8月。
- 司亮一『男爵（バロン）　九鬼隆一　明治のドン・ジュアンたち』神戸新聞総合出版センター、2003年4月。ISBN 4-343-00223-3。
  - 『九鬼と天心　明治のドン・ジュアンたち』PHPエディターズ・グループ、2008年9月12日。ISBN 978-4-569-70225-4。
- 司亮一『蘭学者 川本幸民　幕末の進取の息吹と共に』神戸新聞総合出版センター、2004年7月。ISBN 4-343-00275-6。
  - 『蘭学者 川本幸民　近代の扉を開いた万能科学者の生涯』PHP研究所、2008年6月26日。ISBN 978-4-569-69963-9。
- 『白洲次郎　占領を背負った男』講談社、2005年8月2日。ISBN 4-06-212967-1。
  - 『白洲次郎　占領を背負った男』 上、講談社〈講談社文庫〉、2008年12月12日。ISBN 978-4-06-276219-9。
  - 『白洲次郎　占領を背負った男』 下、講談社〈講談社文庫〉、2008年12月12日。ISBN 978-4-06-276260-1。
- 『福沢諭吉　国を支えて国を頼らず』講談社、2007年3月29日。ISBN 978-4-06-213884-0。
  - 『福沢諭吉　国を支えて国を頼らず』 上、講談社〈講談社文庫〉、2010年2月13日。ISBN 978-4-06-276571-8。
  - 『福沢諭吉　国を支えて国を頼らず』 下、講談社〈講談社文庫〉、2010年2月13日。ISBN 978-4-06-276572-5。
- 『福沢諭吉　子どものための偉人伝』PHP研究所、2007年12月20日。ISBN 978-4-569-68747-6。
- 『匠（たくみ）の国日本　職人は国の宝、国の礎（いしずえ）』PHP研究所〈PHP新書〉、2008年1月15日。ISBN 978-4-569-69683-6。
- 『同行二人（どうぎょうににん）　松下幸之助と歩む旅』PHP研究所、2008年3月24日。ISBN 978-4-569-69799-4。
- 『レジェンド　伝説の男　白洲次郎』朝日新聞出版、2009年1月9日。ISBN 978-4-02-330296-9。
  - 『レジェンド　伝説の男　白洲次郎』朝日新聞出版〈朝日文庫 き20-1〉、2012年2月7日。ISBN 978-4-02-261716-3。 - 北2009aの文庫化。「文庫版まえがき」を加筆。
- 『吉田茂　ポピュリズムに背を向けて』講談社、2009年5月2日。ISBN 978-4-06-214938-9。
  - 『吉田茂　ポピュリズムに背を向けて』 上、講談社〈講談社文庫 き56-5〉、2012年11月15日。ISBN 978-4-06-277408-6。 - 2009年刊の分冊、加筆修正。
  - 『吉田茂　ポピュリズムに背を向けて』 下、講談社〈講談社文庫 き56-6〉、2012年11月15日。ISBN 978-4-06-277409-3。 - 2009年刊の分冊、加筆修正。文献あり 年譜あり。
- 『吉田茂の見た夢　独立心なくして国家なし』扶桑社、2010年5月22日。ISBN 978-4-594-06178-4。
- 『安奈淳物語　私は歌う、命ある限り』PHP研究所、2010年5月28日。ISBN 978-4-569-77839-6。
- 『陰徳を積む　銀行王・安田善次郎伝』新潮社、2010年7月23日。ISBN 978-4-10-326011-0。
  - 『銀行王　安田善次郎　陰徳を積む』新潮社〈新潮文庫 き-37-1〉、2013年6月1日。ISBN 978-4-10-127491-1。 - 『陰徳を積む』(2010年刊)の改題。
- 『松下幸之助　“経営の神様”に学ぶ、人生の無限の可能性』ロングセラーズ〈北康利の伝記シリーズ 1 子どもに語りたくなる偉人伝〉、2011年10月。ISBN 978-4-8454-2217-3。
- 『名銀行家（バンカー）列伝　日本経済を支えた“公器”の系譜』中央公論新社、2012年12月10日。ISBN 978-4-12-150438-8。
- 『西郷隆盛　命もいらず 名もいらず』ワック、2013年5月28日。ISBN 978-4-89831-404-3。
- 『叛骨の宰相　岸信介』KADOKAWA、2014年1月20日。ISBN 978-4-04-600141-2。
- 『佐治敬三と開高健　最強のふたり』講談社、2015年7月2日。

- 『胆斗の人太田垣士郎 黒四で龍になった男』文藝春秋、2018年10月2日。ISBN　9784163909035。
- 『思い邪なし　京セラ創業者稲盛和夫』毎日新聞出版、2019年4月2日。
- 『乃公出でずんば　渋沢栄一伝』KADOKAWA、2021年2月2日。
- 『本多静六　若者よ人生に投資せよ』実業之日本社、2022年10月2日。

### 共著
- 北康利 述 著「知とはイーグル・アイで考え、人と会って話を聞くこと」、知的生産の技術研究会 編『知の現場』久恒啓一 監修、東洋経済新報社、2009年12月22日。ISBN 978-4-492-04361-5。
- 北康利 述 著「戦後憲法はこうして生まれた。白洲次郎が見た占領下の日本」、半藤一利 編著 編『日本史はこんなに面白い』文藝春秋〈文春文庫 は8-18〉、2010年12月10日。ISBN 978-4-16-748318-0。
- 『栗林忠道からの手紙　硫黄島指揮官がいま私たちに問いかける、「忘れられていた日本人という生き方」』講談社、2007年8月1日。ISBN 978-4-06-378857-0。 - 付録DVDに北康利「長野・松代――栗林忠道の生家を訪ねる」を収録。

### 論文
- 資金循環における市場型間接金融の役割に関する研究会 編『「資金循環における市場型間接金融の役割に関する研究会」報告書』財務省財務総合政策研究所、2005年8月。
- 『不動産証券化実務家養成講座テキスト』不動産証券化協会、2006年8月。

### 編著
- 『白洲次郎・正子　珠玉の言葉』講談社、2009年9月14日。ISBN 978-4-06-215700-1。

### CD
- 『北 康利が語る　白洲次郎　信念を貫く生き方～敗戦日本の危機に立ち向かった男に学ぶ〜』PHP研究所、2009年9月。ISBN 978-4-569-37718-6。
- 『気概の人・渋沢栄一に学ぶ人生発展の法則』致知出版社、2021年4月2日。